# Zending in China tot 1911
De zending in China maakt deel uit van de geschiedenis van de betrekkingen tussen China en Europa en Noord-Amerika. Zending op het vasteland van China begon in het begin van de negentiende eeuw. Het beeld van de zending in die eeuw is voor een deel bepaald door het feit, dat die plaatsvond in het kielzog van een aantal politieke en ook militaire ontwikkelingen. Zending in geheel China werd mogelijk door een aantal overeenkomsten die in China als ongelijke verdragen werden beschouwd.
Het doel van de zending was het bekeren van Chinezen tot het protestantisme. Zendelingen creëerden als onderdeel van de zendingsstrategie onderwijsinstituten, brachten voor die periode moderne medische kennis naar China en stichtten de eerste op westerse wijze georganiseerde ziekenhuizen. Kennis over China was tot diep in de achttiende eeuw in Europa vooral verspreid door publicaties van de jezuïeten. Nu begonnen ook zendelingen te publiceren. Vanaf 1832 verscheen  The Chinese Repository, een periodiek verschijnend tijdschrift om de zendelingen en het publiek in met name de Angelsaksische wereld te informeren over de geschiedenis en cultuur van China. Het was het eerste sinologische vakblad in de wereld.
Er zijn in de periode een aantal zendelingen geweest, die onafhankelijk van een organisatie werkten. Het grootste deel van de zendelingen was echter in dienst van een zendingsgenootschap. De eerste zendelingen waren Britten, vanaf 1830 gevolgd door eerst Amerikanen en daarna vooral Duitsers en Scandinaviërs.

## Nederlandse zending in de zeventiende eeuw

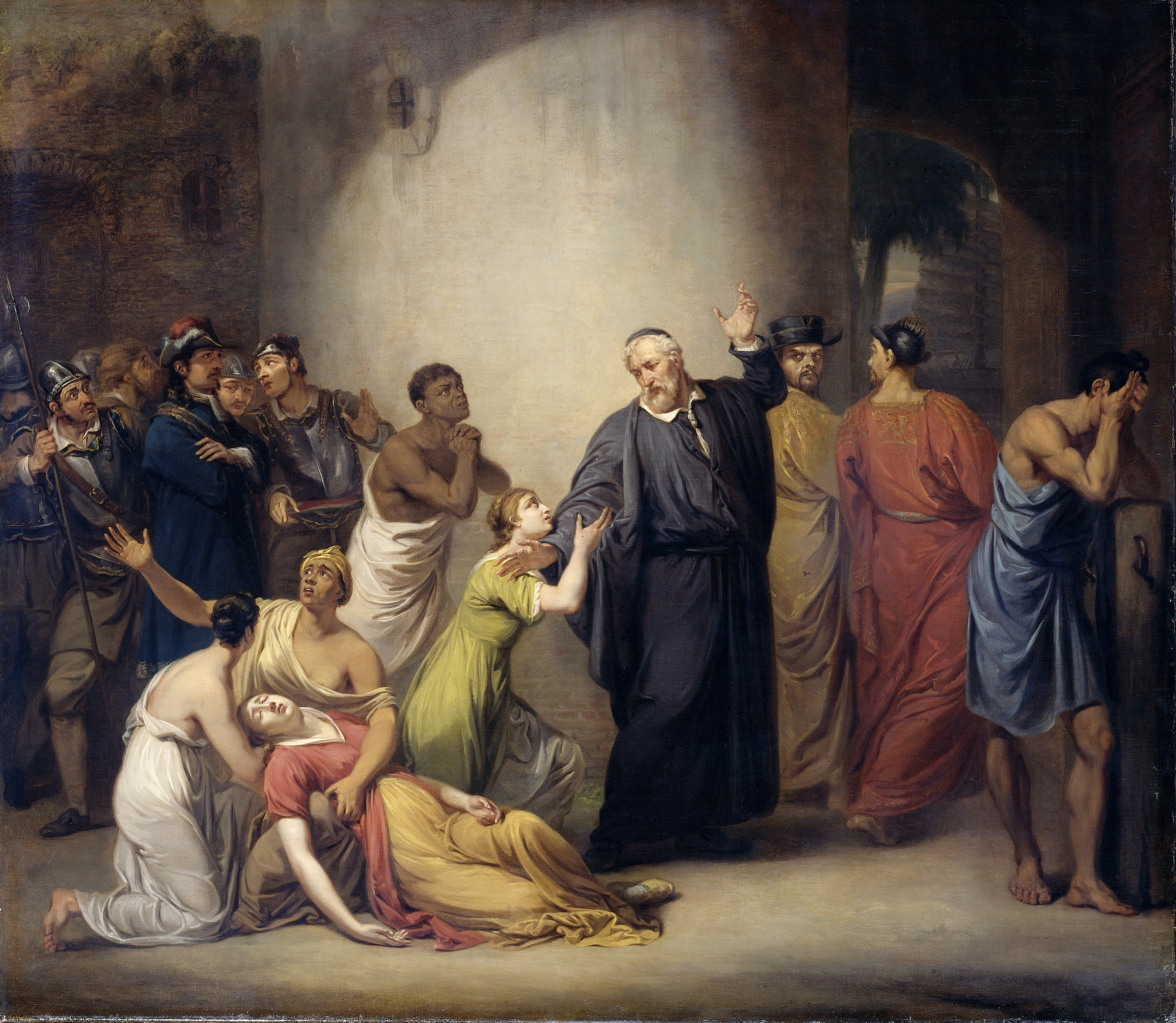
Schilderij van Jan Willem Pieneman. De zelfopoffering van predikant Hambroeck op Formosa tijdens het beleg van Fort Zeelandia

De eerste poging tot zending onder Han-Chinezen en andere etnische groepen vond plaats in de periode 1624 – 1662 toen het eiland Formosa bezit was van de Vereenigde Oostindische Compagnie. Nederlandse predikanten die werkzaam waren in door de VOC beheerste gebieden waren ook in dienst van de compagnie. Hun activiteiten richtten zich over het algemeen op het personeel van de compagnie en mensen die reeds christen waren en nauwelijks op zendingsactiviteiten. De zending op Nederlands Formosa was, naast die op Ambon en ten behoeve van de Tamils op Ceylon, in het tweehonderd jaar durende bestaan van de compagnie een grote uitzondering. Voor de zeventiende eeuw was de zending op Formosa in de geschiedenis van de VOC uniek, aangezien dit het enige gebied was waar een kerk ontstond onder niet-christenen.
Gedurende de periode van veertig jaar van Nederlands gezag op het eiland waren ongeveer veertig Nederlandse predikanten op het eiland actief. De predikanten vestigden zich in dorpen van de plaatselijke bevolking en onttrokken zich aan het gezag van de VOC. Zij trachtten landbouwmethoden te verbeteren, gaven onderwijs en vertaalden delen van het Evangelie in het Siraya, een lokale taal. De bevolkingsgroep van de Siraya, ongeveer 15.000 in aantal, accepteerde het christelijk geloof in ruil voor bescherming tegen agressieve andere stammen. Begin achttiende eeuw waren bij een aantal lokale groeperingen nog boeken in de Nederlandse taal aanwezig en waren zij nog in staat die te lezen. Koopcontracten werden op het eiland tot in de negentiende eeuw nog geschreven in Latijns schrift volgens de zeventiende-eeuwse Nederlandse spelling. Deze zending heeft verder geen blijvende gevolgen gehad.

## Periode tot 1840

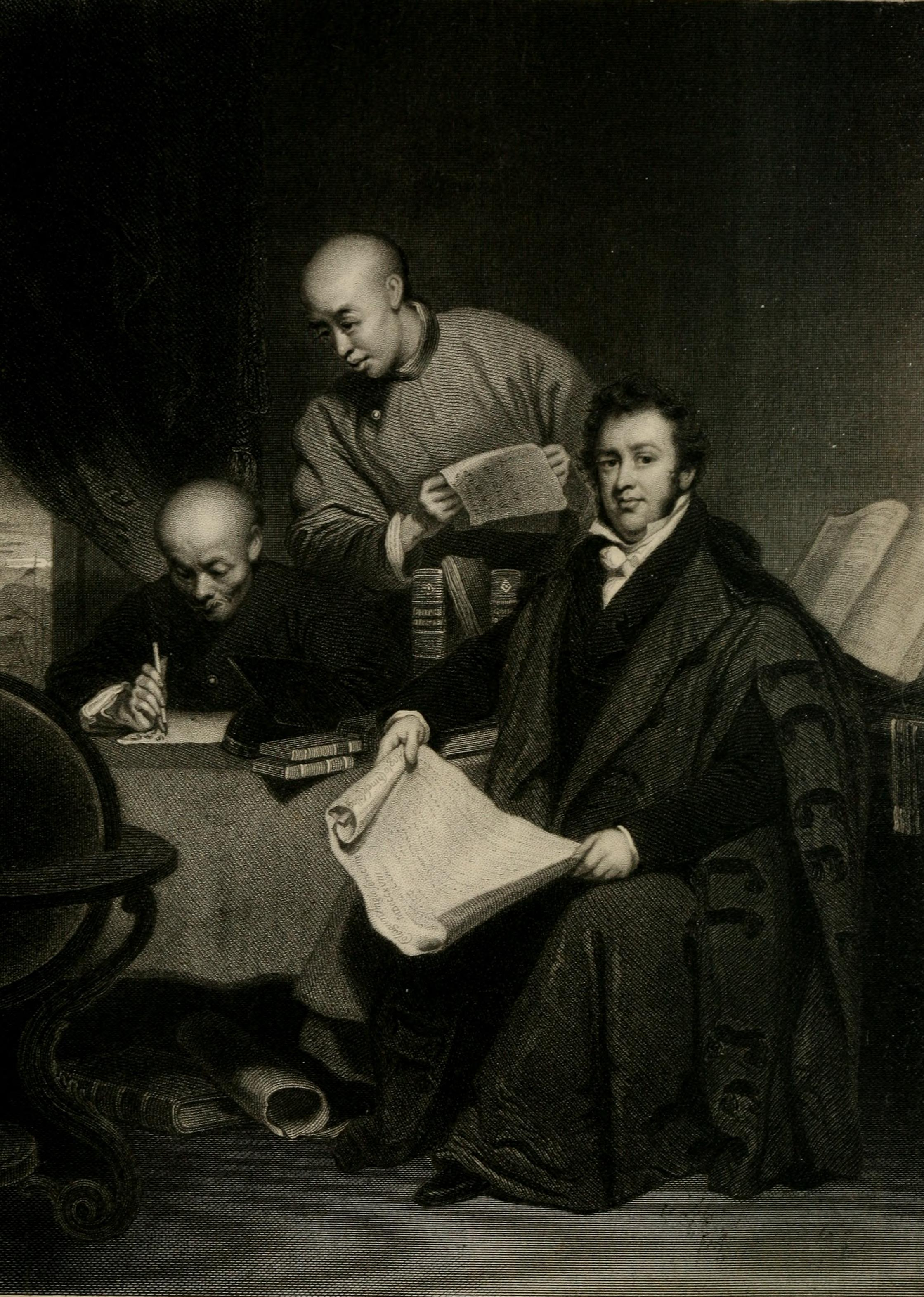
Morrison met een aantal Chinese assistenten aan het werk bij vertaalwerkzaamheden

De eerste zending op het vasteland van China begon met de aankomst in 1807 in Kanton van de door het Londens Zendingsgenootschap uitgezonden Britse zendeling Robert Morrison. Vanaf 1823 was hij voor enkele jaren weer in Groot-Brittannië. In 1826 keerde hij terug naar Kanton. Hij hernieuwde de contacten met een aantal daar aanwezige Amerikaanse handelaren en trachtte om samen hen ook een aanwezigheid van Amerikaanse zendelingen te realiseren. Er werd een beroep gedaan op de American Board of Commissioners for Foreign Missions om zendelingen te zenden. In het toen aanwezige culturele klimaat van de Second Great Awakening in de Verenigde Staten kreeg dat een positief onthaal. In 1830 arriveerde Elijah Coleman Bridgman als de eerste Amerikaanse zendeling. Morrison en Bridgeman schreven gezamenlijk een oproep onder de titel Adress to the Churches of Christ in Europe and America and Elsewhere. Het beschreef de situatie van de zending in Oost- en Zuidoost-Azië en riep de kerken in het westen op om de zending uit te breiden door meer zendelingen te zenden. In 1832 arriveerde Karl Gützlaff, de eerste Duitse zendeling.
In deze periode konden buitenlanders alleen verblijven in Macau en het district van de Dertien Factorijen van Kanton. Het uitoefenen van het christendom in China was verboden en het proberen te bekeren van Chinezen gold als een ernstig misdrijf.  De belangrijkste strategie in die periode was het trachten te verspreiden van in het Chinees gestelde christelijke traktaten. Bridgman schreef een groot aantal daarvan in samenwerking met Liang Fa, de eerste Chinese evangelist.

### De opiumconnectie

Opium import in China in de periode 1650–1880

In Kanton arriveerden ook de schepen van de Britse en Amerikaanse handelshuizen die de illegale opium in China binnen brachten. Er waren in deze eerste fase raakvlakken tussen de opiumhandel en de zending. De meeste zendelingen arriveerden in China met schepen die de opium brachten. Zij kregen vaak onderdak bij de handelaren. Hun financiële ondersteuning vanuit de zendingsgenootschappen uit Europa bereikte hen via de handelaren en veel van hun werk was niet mogelijk zonder donaties van die handelaren. Enkele zendelingen, zoals Karl Gützlaff maakten gebruik van de jonken die via de kreken en rivieren de opium rechtstreeks het binnenland in brachten. Gützlaff was de tolk op deze jonken. Het gebeurde dus vaak dat dezelfde jonk ladingen opium en in het Chinees gestelde christelijke traktaten loste. Er was op die handelwijze van Gützlaff vaak kritiek van andere zendelingen. De realiteit bleef echter dat alle zendelingen in die periode in zekere zin steunden op de opiumconnectie.

### Deopening van China

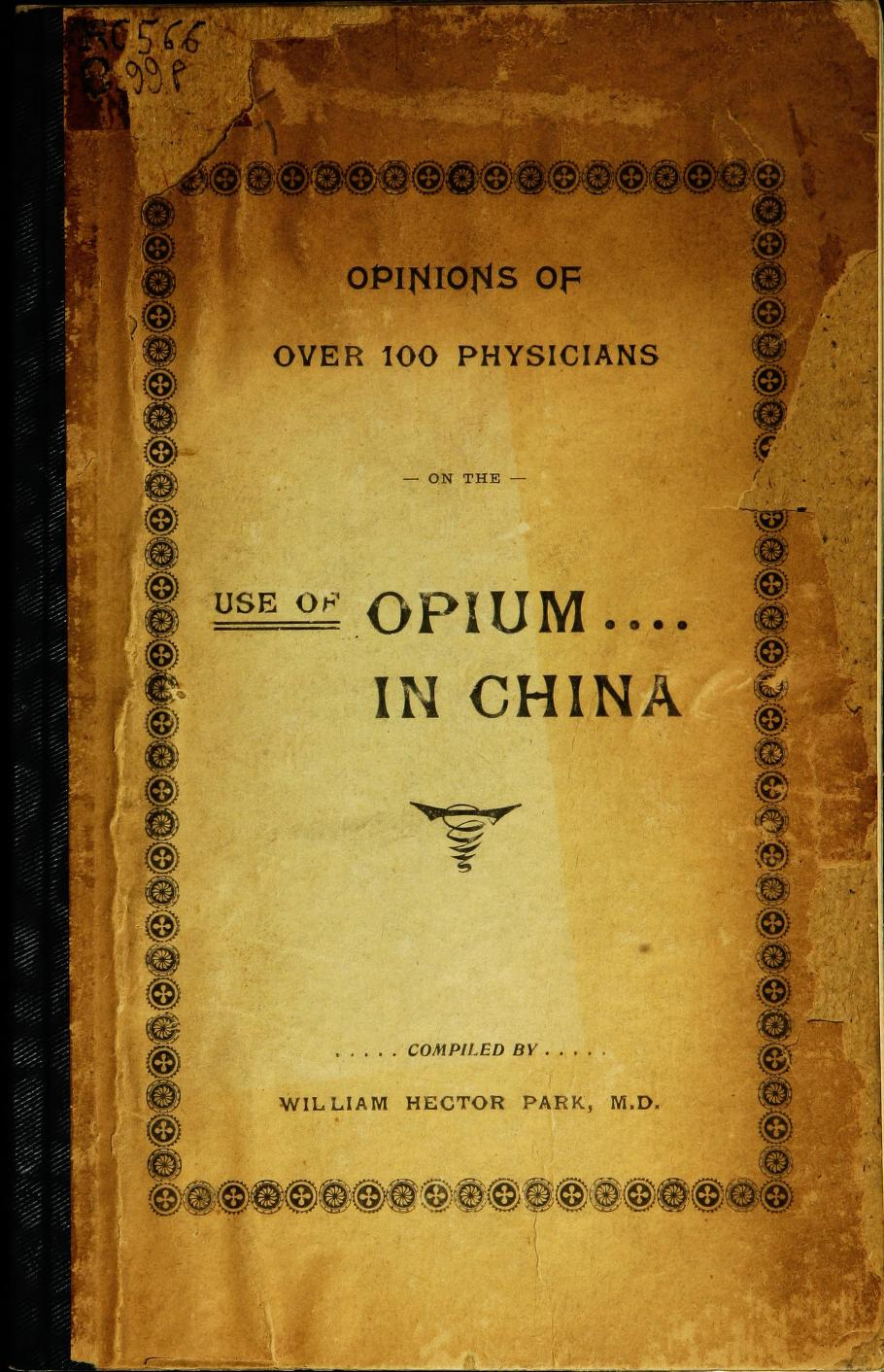
Voorblad van Opinions of Over 100 Physicians on the Use of Opium in China

Na 1835 namen de frustraties ten aanzien van de beperkingen die buitenlanders opgelegd kregen toe. Zij het met verschillende doeleinden voor ogen, waren na 1835 zowel handelaren als de meeste zendelingen voorstander van een geforceerde, met militaire middelen afgedwongen  opening van China. Een eerste gedeeltelijk opening kwam na de Eerste Opiumoorlog en het verdrag van Nanking in 1842. Het gevolg was dat Hongkong Brits bezit werd en de havensteden Kanton, Xiamen, Ningbo, Shanghai en Fuzhou opengesteld voor handel met het buitenland.
Een tweede en nu meer min of meer volledige opening vond plaats na de Tweede Opiumoorlog met het verdrag van Tianjin in 1858 en de Conventie van Peking in 1860. Het feit, dat bij deze verdragen zowel de zending nu bewegingsvrijheid kreeg in geheel China alsmede de invoer van opium werd gelegaliseerd, maakte dat veel Chinezen opium en zending in belangrijke mate met elkaar associeerden.
Later in de eeuw zouden zendelingen een belangrijke bijdrage leveren in de beïnvloeding van de publieke opinie in de Verenigde Staten en Groot-Brittannië over de import van opium. Er werden een aantal boeken en artikelen gepubliceerd. In 1895 richtten zendelingen de Anti-Opium League op. De belangrijkste publicatie kwam in 1899 uit. Het was de uitkomst van een onderzoek onder ruim 100 artsen, vaak zendelingen, die in China werkten. Dit onderzoeksrapport onder de naam  Opinions of Over 100 Physicians on the Use of Opium in China  was het eerste wetenschappelijk aanvaarde bewijs ten aanzien van de gevolgen van verslaving aan gebruik van opium. Dit leidde begin twintigste eeuw tot de stopzetting van de import van opium.

### Relatie met de Taipingopstand

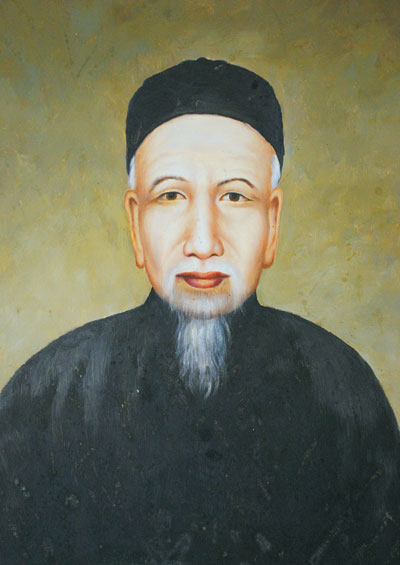
Liang Fa

De Taipingopstand was in aantallen slachtoffers de grootste menselijke catastrofe in de negentiende eeuw. Ramingen van het aantal slachtoffers variëren van minimaal 20.000.000 naar ruim 50.000.000. In het vakgebied is er consensus dat religie een beslissende rol heeft gespeeld in het ontstaan van de opstand. Er zijn verschillen in opvatting over de aard van de zogenaamde Taiping- religie. Het handelt dan in essentie over de vraag of die nu in de eerste plaats bepaald werd door gedachten ontleend aan Chinese sekten, bedekt met een laag van Bijbelse opvattingen of dat die religie zoveel heeft overgenomen uit het protestantisme dat die beschouwd kan worden als een vorm christendom.
De leider van de opstand, Hong Xiuquan was sterk beïnvloed door een boek van Liang Fa , Goede Woorden ter Aansporing van de Tijden. De basis van het werk bestaat uit tweeënzestig excerpten uit de Chinese Bijbelvertaling van 1823 van Robert Morrison. Hong Xiaquan zou later Bijbelstudie volgen bij de Amerikaanse zendeling Issachar Roberts. De doop van Hong Xiuquan door Roberts ging op het laatste moment niet door, vermoedelijk door acties van jaloerse andere Chinezen in de omgeving van Roberts. Een van de leiders in de laatste periode van de opstand, Hong Rengan, had vele jaren in Hongkong gewerkt met zendelingen van het Londens Zendingsgenootschap. In de laatste fase van de opstand functioneerde Roberts enige tijd als adviseur van Hong Rengan. Ook andere zendelingen waaronder de Nederlander Henderikadius Zwantinus Kloekers bezochten Nanking, de hoofdstad van de opstand. Roberts trachtte ook Amerikaanse en Europese diplomaten in China te bewegen tot steun aan het regime van de Taiping. In 1862 vertrok Roberts uit Nanking en ontkende daarna het christelijk karakter van de Taiping religie.

## Groei na 1860

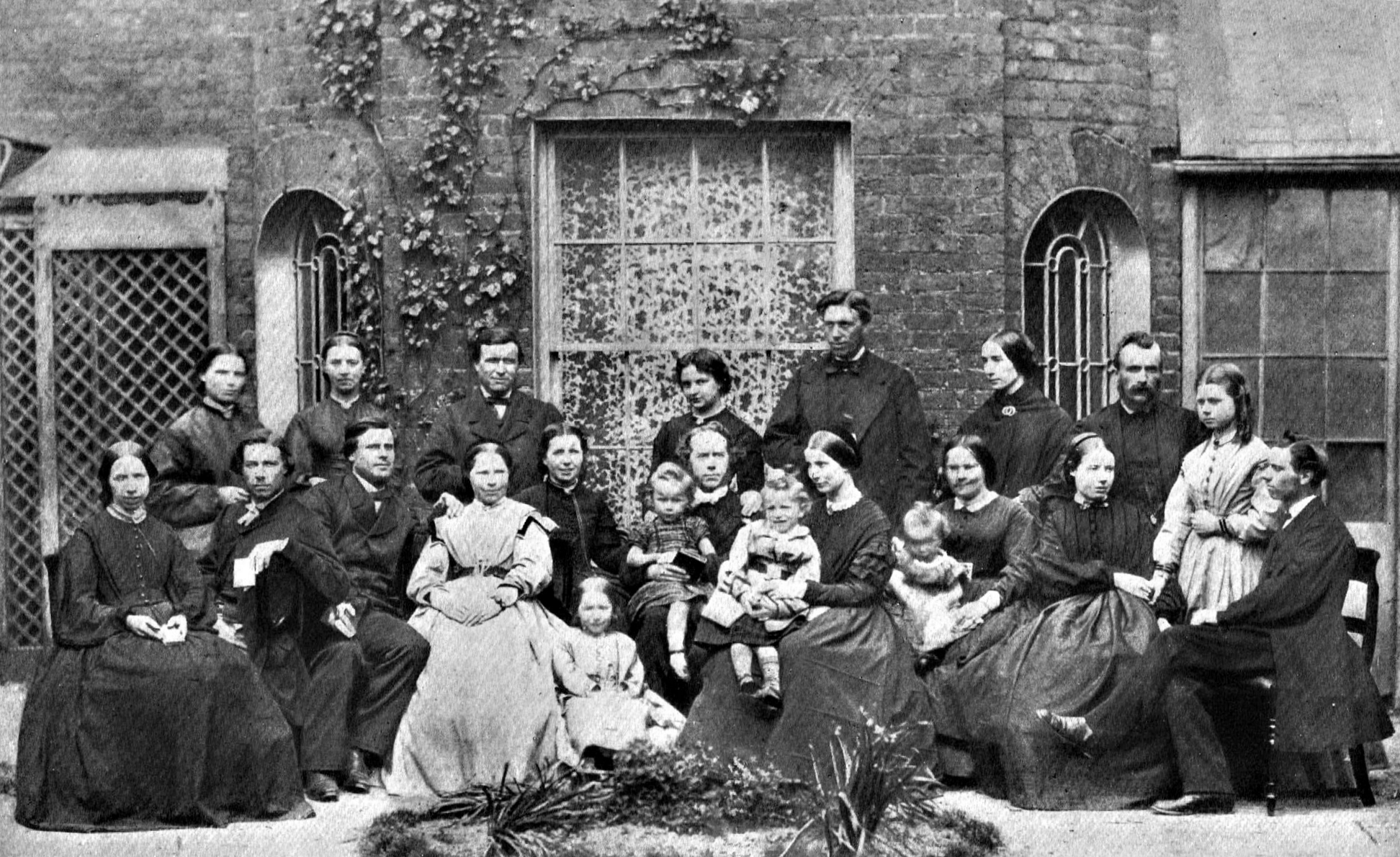
The Lammermuirparty, genoemd naar het schip The Lammermuir, waarmee Hudson Taylor en deze achttien zendelingen van de China Inland Mission in 1866 naar China vertrokken

Er was na de openstelling van de vijf verdragshavens in 1842 al een groei van het aantal zendelingen en zendingsgenootschappen geweest. De echte grote groei vond na 1860 plaats. In dat jaar waren er ongeveer 80 zendelingen in China; in 1864 waren er dit 190, in 1880 was dit gegroeid tot 620 en aan het begin van de twintigste eeuw waren er 3000 zendelingen. Het aantal zendingsgenootschappen steeg van 16 in 1860 tot 61 in 1900. Vooral genootschappen die verbonden waren aan diverse richtingen binnen het episcopalisme,presbyterianisme, methodisme en baptisme waren sterk vertegenwoordigd.
Een sterk bepalende factor voor de uitbreiding van het aantal zendelingen was de komst in 1865 van de China Inland Mission (CIM), opgericht door Hudson Taylor. Veel van de toen in China werkzame organisaties richtten zich voor hun zendingswerk op de relatief toegankelijke kustgebieden van China. De CIM wenste nadrukkelijk in heel China te evangeliseren en legde sterk de nadruk op aanwezigheid in het binnenland.  Geselecteerde kandidaten voor de CIM dienden de uitgangspunten van een Orthodox-protestantisme te onderschrijven, de Bijbel te beschouwen als Gods onfeilbare woord maar op zich speelde de kerkelijke achtergrond geen rol in het selectieproces. In die zin was het niet verbonden aan een protestantse denominatie. Aan het eind van de negentiende eeuw waren omstreeks zevenhonderd zendelingen van het CIM aanwezig in China. Enkele andere organisaties, met name uit Scandinavië, waren inmiddels met de CIM geaffilieerd. Het CIM was de grootste zendingsorganisatie in China en met uitzondering van de kustprovincies Guangxi, Guangdong en Fujian was de organisatie in alle provincies van China aanwezig.

## Bijbelvertalingen en de terminologie-kwestie

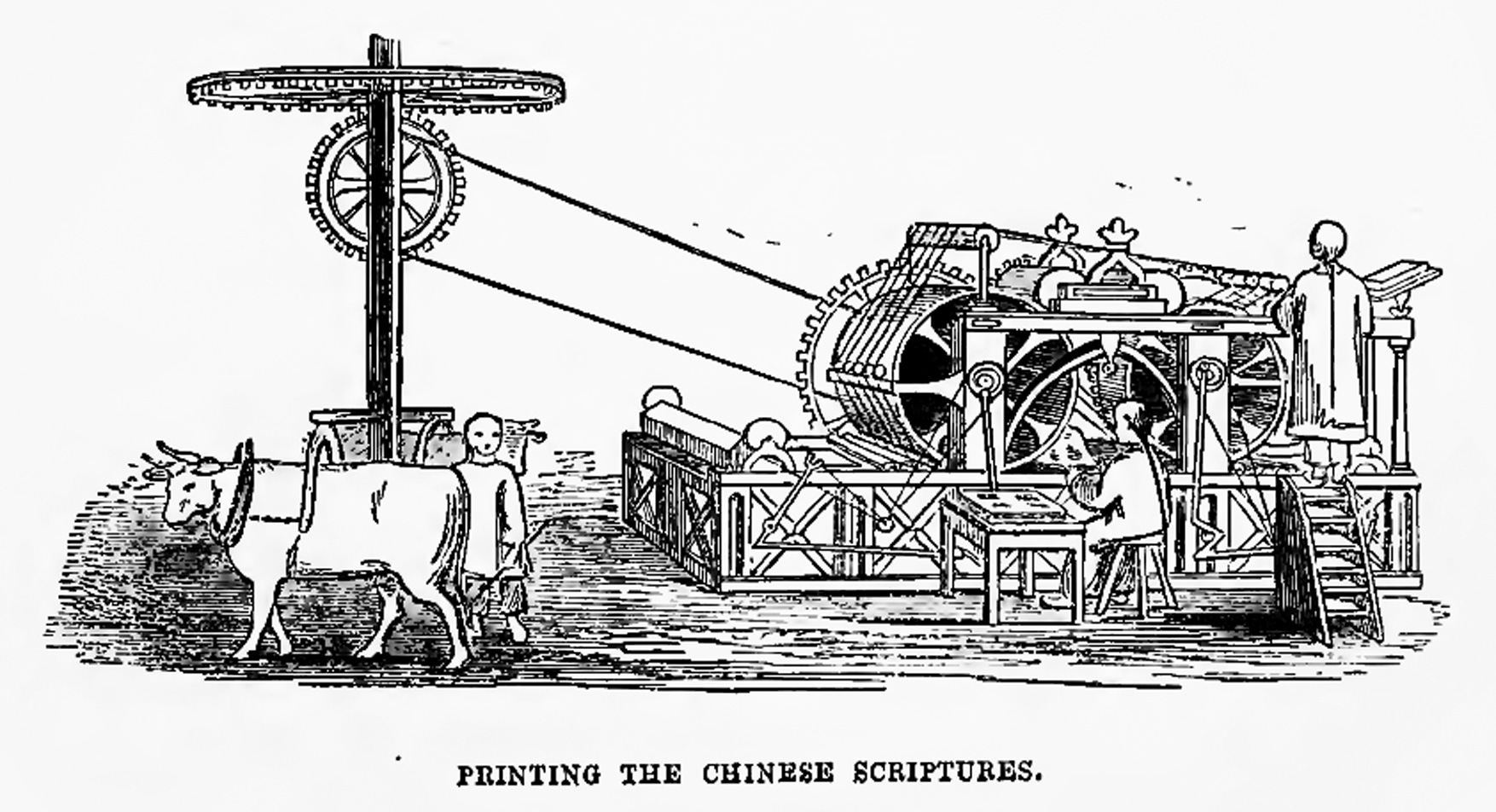
Drukken van een Chinese bijbel

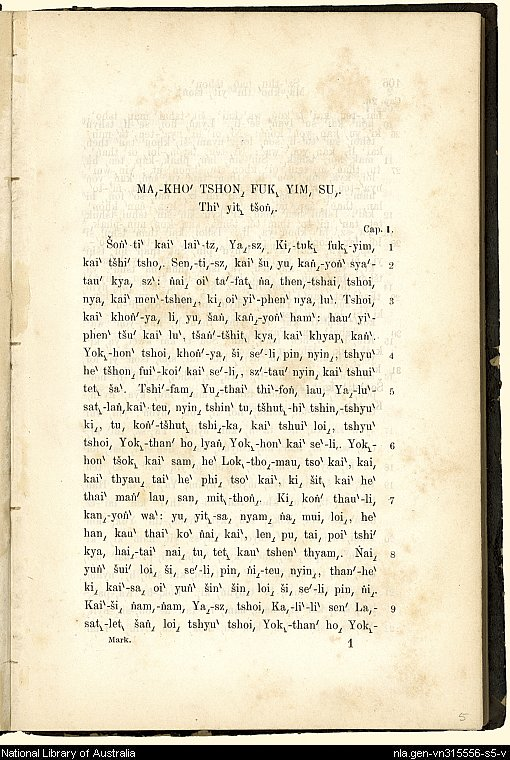
Het evangelie van Marcus in romanisatie in het Hakka, omstreeks 1874

Grote delen van het Nieuwe Testament waren al eerder door de jezuïeten in het Chinees vertaald, waarvoor de Vulgaat de basis was geweest. In 1813 publiceerde Morrison de eerste complete Chinese vertaling van het Nieuwe Testament, gebaseerd op de Griekse tekst van de Textus Receptus. In 1823 kon de eerste complete vertaling van de gehele Bijbel gepubliceerd worden. Na de dood van Morrison in 1834 nam een groep zendelingen het initiatief voor een nieuwe vertaling. De aanleiding was vooral een debat over de vertaling van een aantal theologische kernbegrippen door Morrison. Hij het woord voor God vertaald als  shen  en het woord voor Geest als  feng  of  ling.  De British and Foreign Bible Society weigerde echter deze nieuwe vertaling te publiceren. Later zouden de institutionele belangen van de Britse en de American Bible Society grote invloed hebben op het wel of niet publiceren van vertalingen. Enkele zendelingen zoals Karl Gützlaff gingen ertoe over om vertalingen in eigen beheer uit te geven en te verspreiden.
In 1843 kwam een Comité van twaalf zendelingen uit verschillende genootschappen bijeen in Hongkong om afspraken te maken over een meer gecoördineerde ten aanzien van Bijbelvertalingen. Er was overeenstemming, dat alle vorige vertalingen niet adequaat genoeg waren. Er werden eerst een aantal afspraken gemaakt over algemene uitgangspunten en daarna werd de tekst van het Nieuwe Testament in vijf delen verdeeld, die ieder van de genootschappen zou vertalen. Het debat over de vertaling van kernbegrippen als God, Heilige Geest, doop bleef echter de gemeenschap van zendelingen verdelen. Het Comité van twaalf zendelingen viel uiteen in twee kampen en ook de Britse en Amerikaanse Bijbelgenootschappen raakten verdeeld. Het gevolg was er door die genootschappen verschillende versies vanuit het Comité uitgegeven werden en zendingsorganisaties in China eigen versies publiceerden.
De groep die de door Morrison gekozen term voor God (shen) afwees en de term shangdi  wilde hanteren was over het algemeen meer geneigd om enige Chinese filosofische concepten te accommoderen, bereid enige rekening te houden met Chinese culturele gevoeligheden en koos voor een minder confronterende stijl. De andere groep koos voor een zo rechtzinnig mogelijke wijze van vertaling. Ook de vraag of een Bijbelvertaling wel of niet met een vorm van uitleg gepubliceerd kon worden bleef tot in de twintigste eeuw een punt van strijd.
In de tweede helft van de eeuw werden er ook bijbels in regionale talen gedrukt die gebruikmaakten van romanisatie in plaats van Chinese karakters. Zendelingen ontwikkelden ook schriftsystemen voor minderheidsgroepen.

## Verhoudingen tussen zending en de rooms-katholieke missie

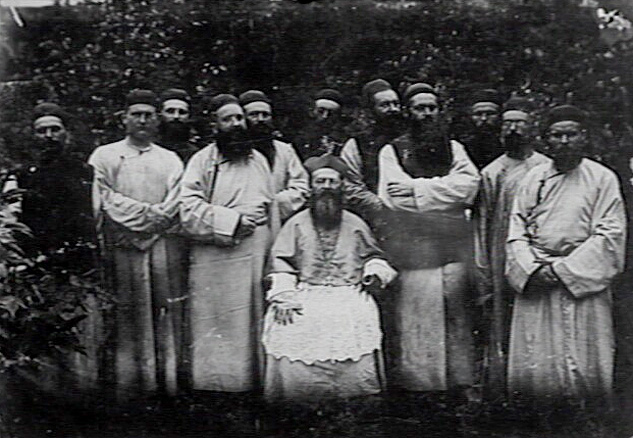
De Nederlandse apostolisch vicaris Theodoor Rutjes te midden van andere Scheutisten rond 1885 in Binnen-Mongolië

De relatie tussen de protestantse zending en de rooms-katholieke missie in China was uiterst moeizaam en vaak gespannen. De rooms-katholieke aanwezigheid in China dateerde al voor de tijd van de reformatie. In 1313 was Giovanni da Montecorvino geconsecreerd tot de eerste aartsbisschop van Peking. Begin negentiende eeuw waren er op het Chinese platteland nog steeds rooms-katholieke gemeenschappen aanwezig als gevolg van de missie van de jezuïeten. Ondanks de moeilijke situatie was de kerk erin geslaagd de organisatorische structuur overeind te houden. Er was een Chinese katholieke geestelijkheid.
Het verschijnen van de eerste zendelingen aan de Chinese kust werd door de rooms-katholieke missionarissen dan ook nauwelijks serieus genomen. Er werd over zendelingen gesproken als  zakenreizigers, gewapend met een prospectus  en hun methoden omschreven als  het slechts van een schip overboord gooien van wat bijbels.

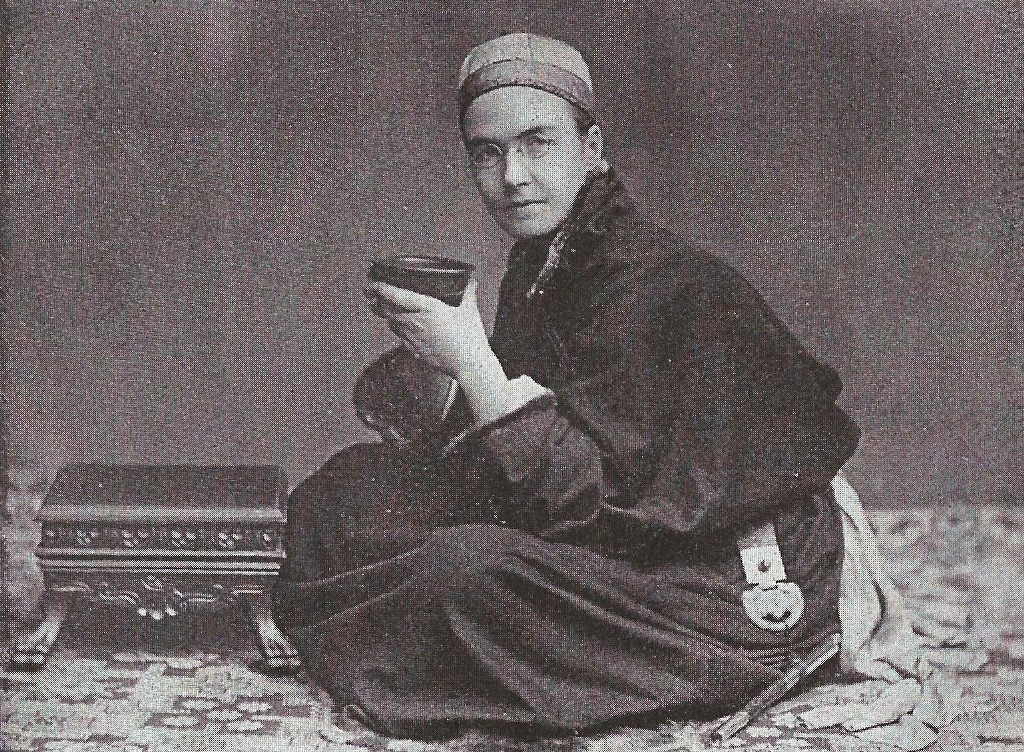
Susie Rijnhart-Carson

Na 1840 werd het duidelijk dat de zendelingen geen tijdelijk verschijnsel waren en werd vooral het argument gebruikt dat het protestantisme en al zijn verschillende denominaties de potentieel voor het christelijk geloof ontvankelijke Chinees in verwarring zou brengen. Veel van de katholieke missieliteratuur uit die tijd hanteert het argument dat protestanten gevaarlijke ketters waren, die het werk van Christus verhinderden door in China een veelheid van Europese en Amerikaanse sekten te introduceren.
Een meerderheid van de protestantse zendelingen had een zeer negatief oordeel over het rooms-katholicisme. Die protestanten zagen zich als de enige vertegenwoordigers van Gods woord en het rooms-katholicisme als een perverse vorm van christendom. Alleen dankzij de reformatie was het evangelie weer hersteld tot de correcte vorm. Orthodox-protestantse zendelingen die in de Tibetaanse gebieden in Kham en Amdo werkten, zoals Susie Rijnhart-Carson, waren gefascineerd door wat zij als overeenkomsten tussen het Tibetaans boeddhisme en het rooms-katholicisme zagen, omdat dit hen de gelegenheid gaf van beide de zogenaamde achterlijkheid te illustreren.
Er was ook een meer formeel punt dat spanning opleverde. Het verdrag van Whampoa van 1844 had Frankrijk een zekere status gegeven als beschermer van de belangen van de rooms-katholieke missie in China. In het Franse deel van het verdrag van Tianjin van 1858 was een clausule opgenomen, die de missie de mogelijkheid gaf om onroerend goed in geheel China te verwerven. Met de Conventie van Peking van 1860 werd dat bevestigd. Een dergelijke clausule voor de zending ontbrak in de verdragen die met de Britten en Amerikanen waren afgesloten. De zending kon formeel alleen in de verdragshavens onroerend goed verwerven voor de bouw van kerken, zendingsposten, ziekenhuizen, onderwijsinstellingen, etc. Met name Amerikaanse zendelingen probeerden en slaagden er ook wel in om toch onroerend goed in het binnenland te verwerven en dat was vaak aanleiding tot rechtsgeschillen.
Met name de Amerikaanse zendingsgenootschappen beschikten ook over aanzienlijk meer financiële middelen dan de rooms-katholieke congregaties. Door die genootschappen gestichte ziekenhuizen waren ruimer, er werkte meer en deskundiger personeel en de hoeveelheid beschikbare medicijnen was ruimer en van betere kwaliteit. Vanuit de missie in China werd dan ook een herhaaldelijk beroep gedaan op de bisschoppen in de Verenigde Staten om duidelijk te maken dat de begrippen protestantisme en Amerika niet identiek waren door ook Amerikaanse missionarissen met ruime financiële ondersteuning te zenden.

## Bekeringen

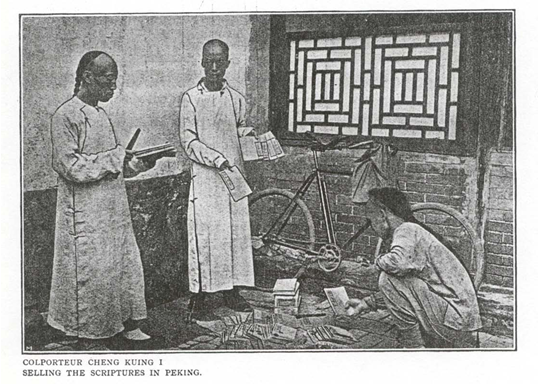
Een colporteur verkoopt christelijke traktaten, 1905 in Peking

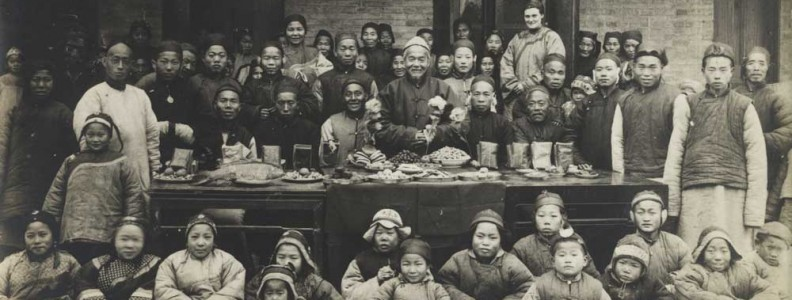
Chinese protestanten, Kerstmis 1902

De meeste bekeerden tot zowel het rooms-katholicisme als het protestantisme woonden op het platteland. Zowel missie als zending slaagden er niet of nauwelijks in om personen uit de elite aan zich te binden. Er zijn uit de negentiende eeuw een aantal verslagen van bekeerden bewaard gebleven die iets melden over de motieven tot bekering. Het betreft een grote variatie van motieven en zijn voor het rooms-katholicisme als het protestantisme in hoge mate identiek. Er kon de overtuiging zijn, dat de christelijke god machtiger was dan de plaatselijke godheden die gefaald hadden om hulp te bieden. Er was sprake van hoop op morele rechtvaardigheid, het zoeken naar richting voor persoonlijke vrede, eeuwig leven. Bekeerden hoopten ook op bijstand van zowel missionarissen als zendelingen bij rechtsgeschillen. Mensen op het platteland zochten vaak hulp in de vorm van toegang tot medische voorzieningen of onderwijs. Bij bekeerden tot het protestantisme was iets meer sprake van een zekere intellectuele nieuwsgierigheid. De eerste generatie Chinese protestanten waren vaak assistenten van zendelingen. Het waren snijders van blokdrukken, waarmee de christelijke traktaten werden gedrukt, colporteurs van die traktaten en waren betrokken in onderricht in Chinees aan de zendelingen.
Bij de missie kwamen bekeringen van gehele families en (delen van) dorpen voor. Zendelingen concentreerden zich over het algemeen op de bekering van individuen, hoewel die soms ook actief christelijke vrouwen voor hun assistenten trachtten te zoeken. Zendelingen hadden de overtuiging dat hun bekeerden meer oprecht waren dan de bekeerden door de missie.
Er waren enkele Chinese protestanten, die bijvoorbeeld door opgedane kennis van het Engels nieuwe loopbaanmogelijkheden kregen. Over het algemeen veranderde er in beroepsperspectief weinig. Er zijn ook geen aanwijzingen dat in deze periode – op enkele uitzonderingen na – sociale mobiliteit door bekering tot het christendom in China vergroot werd.

## Omstandigheden

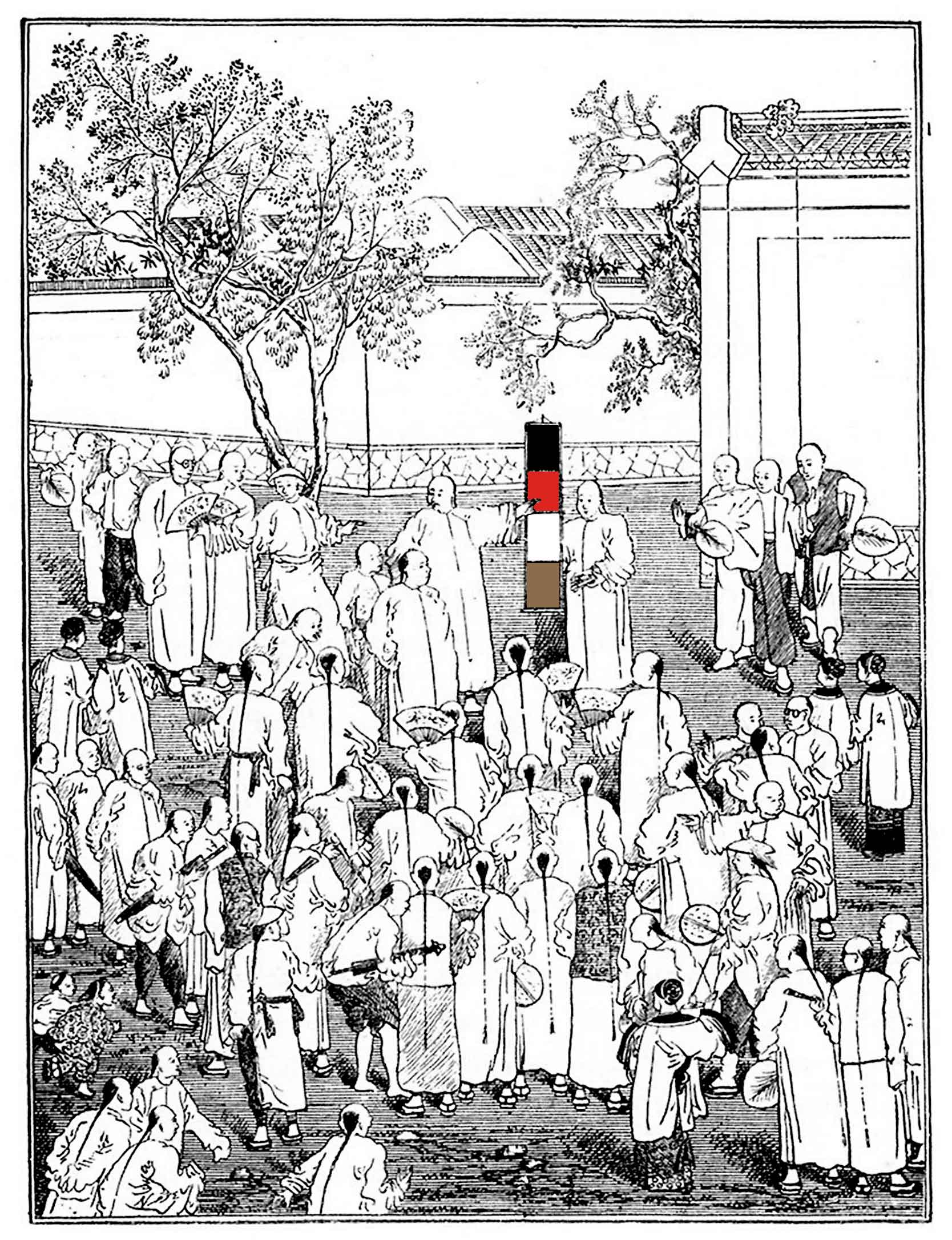
Prediken op het Chinese platteland met hulp van het Wordless Book, een niet verbale catechismus over de christelijke leer, ontworpen voor kinderen en ongeletterden

Na 1860 was het mogelijk voor zendelingen in geheel China te reizen en te prediken. Dat vereiste een aantal vaardigheden zoals beheersing van de Chinese taal, een vorm van netwerk in het binnenland en het vermogen zich op vergaande wijze aan omstandigheden aan te passen. De katholieke netwerken in het binnenland waren aanzienlijk beter dan de protestantse. Missionarissen waren celibatair levende priesters. Zendelingen hadden vaak ook een verantwoordelijkheid voor een echtgenote en kinderen. Met name in het binnenland waren de omstandigheden waaronder gewerkt moest worden vaak slecht.
In 1867 waren al 61 zendelingen overleden als gevolg van ziekte, ongelukken en (6) als gevolg van moord. In die cijfers zijn echtgenotes van zendelingen niet opgenomen. In de periode tot 1870 heeft ruim 60% van de zendelingen de voorgenomen eerste periode niet kunnen voltooien. Er was de grote moeilijkheid van het leren beheersen van de taal. Er waren enkele zendelingen die uitstekend Chinees dan wel het lokale dialect leerden beheersen. De meerderheid bleef voor de directe prediking afhankelijk van lokale tolken. Er kon teleurstelling en frustratie zijn over het lage aantal bekeringen. Na haast een eeuw zending waren er dat in 1900 ongeveer 100.000. Na 1870 werd de uitval door overlijden en ziekte minder. In Shanghai en Canton waren er inmiddels ziekenhuizen die op westerse wijze georganiseerd werden. Er was meer kennis omtrent het voorkomen van bijvoorbeeld malaria en de noodzaak van hygiëne en sanitaire maatregelen. Aan het eind van de eeuw kwamen er vaccinaties voor tyfus en pokken.

## Vrouwelijke zendelingen

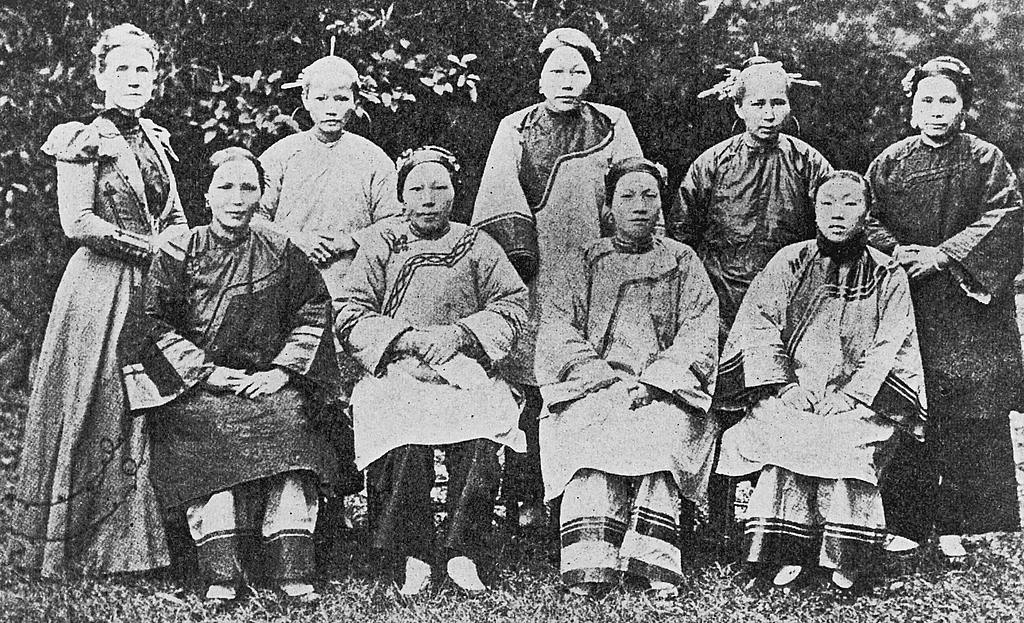
De Amerikaanse zendeling Emily Susan Hartwell in 1902 met een aantal Chinese protestantse vrouwen

In de eerste fase van de zending werden vooral echtparen uitgezonden, waarbij de echtgenote vaak als een onbetaalde assistente functioneerde. Als gevolg van de strikte scheiding tussen de seksen in China was het voor mannelijke zendelingen vrijwel onmogelijk om rechtstreeks contact te hebben met groepen Chinese vrouwen. Dat besef leidde tot de noodzaak van vrouwelijke zendelingen. Mary Ann Aldersey arriveerde als eerste in 1844 en opende een school voor meisjes in Ningbo. In 1851 arriveerde de Nederlandse Lumina van Medenbach Wakker die echter kort na aankomst trouwde met Amerikaanse baptist en zendeling John. W. Johnson. De eerste ongetrouwde vrouwelijke zendelingen werden in die fase meestal nog ondergebracht bij een echtpaar waarvan de man een zendeling was.
Er vormden zich ook aparte zendingsgenootschappen voor alleen vrouwen, die vrijwel altijd wel verbonden waren aan een van de denominaties. Met de komst van de China Inland Mission (CIM) in China nam het aantal ongetrouwde vrouwelijke zendelingen sterk toe.  De organisatie creëerde zendingsposten in het binnenland, die uitsluitend door vrouwen werden bezet. Taylor besloot hierna de verantwoordelijkheid voor enkele gehele gebieden te delegeren aan uitsluitend vrouwen. In 1905 waren er alleen voor de CIM haast driehonderd ongetrouwde vrouwelijke zendelingen in China.
Vrouwelijke zendelingen werkten over het algemeen op terreinen als onderwijs, medische zorg en konden evangelisch werk verrichten door huisbezoeken af te leggen.  Het stichten van scholen voor meisjes en vrouwen en daar onderwijs geven werd het belangrijkst geacht op basis van een aanname dat een hoger opleidingspeil van Chinese vrouwen een sleutelfactor zou zijn in het bekeringsproces. Die aanname bleek niet geheel correct. Omstreeks 1920 was het percentage vrouwen onder Chinese protestanten ongeveer 30%. Vrouwelijke zendelingen speelden een rol bij het bestrijden van het voetbinden.

## De bokseropstand

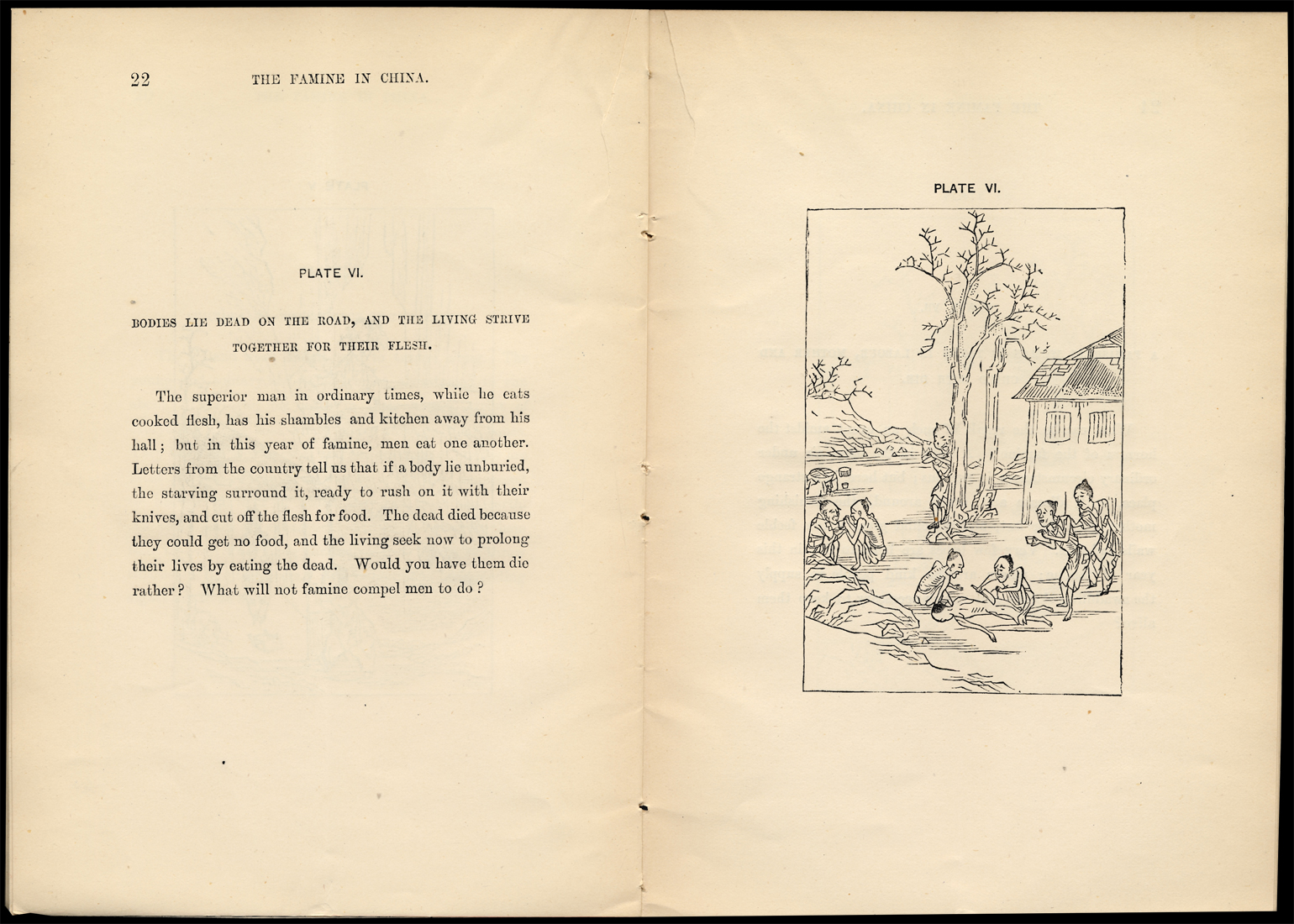
Engelstalige pagina van een oorspronkelijk Chinees vlugschrift uit 1879 dat oproept om steun te bieden aan slachtoffers van de hongersnood. Beschrijving van kannibalisme

In de laatste fase van deze periode vond in 1900 in het noorden van China de Bokseropstand plaats. In de geschiedschrijving zijn lang twee oorzaken als de belangrijkste gezien. In 1898 verkreeg Duitsland, ondanks hevige oppositie van veel Chinezen, het gebied van de baai van Kiautschou in Shangdong voor een periode van 99 jaar. In hetzelfde jaar faalden de pogingen van de beweging van de Honderd Dagen van Hervorming en de keizer Guangxu werd gedwongen afstand te doen van de macht.
Meer recente vakliteratuur maakt duidelijk, dat er een complexer geheel van factoren speelde. In die recente literatuur worden name de gevolgen van een aantal droogtes in het noorden van China met misoogsten en hongersnood belicht. Dit mengsel van grote sociale onrust, chaos en een buitengewoon zwakke Chinese regering, die in de ogen van veel Chinezen aan de leiband van agressieve buitenlandse machten liep explodeerde in 1900. De acties van de Boksers richtten zich vooral op westerlingen en Chinese christenen. Tijdens de opstand werden minimaal 189 zendelingen en enkele tientallen kinderen van hen vermoord alsmede ongeveer 500 Chinese protestanten. Het aantal vermoorde Chinese katholieken bedroeg ongeveer 30.000.
In zowel de literatuur van de missie als die van de zending wordt de periode na de opstand als een fase van kentering gezien. Voor 1900 werd een deel van de Chinese christenen beschouwd als zogenaamde rijst-christenen. Personen, die zich om te verwachten materieel voordeel hadden bekeerd. De overlevende christelijke gemeenschappen in het noorden van China kwamen sterker uit de periode en dat verwijt kon hen niet meer worden gemaakt.  Onmiddellijk na de periode vond ook een aanmerkelijke groei van het aantal bekeringen plaats.

## Nederlandse zending
Een verschil met de rooms-katholieke missie in China vanuit Nederland is dat de Nederlandse zending in China zeer beperkt is gebleven. In 1849 en 1850 maakte Karl Gützlaff een reis door Europa en bezocht ook Nederland. Gützlaff was voor zijn verblijf in China enige jaren in dienst geweest van het Nederlandsch Zendeling Genootschap. Zijn verblijf in Nederland maakte veel enthousiasme los in protestantse kringen. Tijdens zijn verblijf hier hield hij voordrachten met onder meer als gevolg dat er in een aantal plaatsen initiatieven ontstonden om zendelingen naar China te zenden. Drie zendelingen zijn als gevolg van deze initiatieven naar China gezonden. Naast Kloekers en van Meedenbach Wakker was dat Hendrikus Douwes van Gennip.
Niet lang na het overlijden van Gützlaff in 1851 en de overgang van twee van die zendelingen naar het baptisme viel in Nederland de aandacht voor zending in China weg. De prioriteit voor de Nederlandse zending lag in deze periode in Nederlands-Indië.  Het bestaan van een grote Chinese gemeenschap in Nederlands-Indië heeft nog wel een rol gespeeld. Een aantal zendelingen die later in China werkzaam zijn geweest, hebben in die gemeenschap de taal leren beheersen.